# Żerań-Kanal

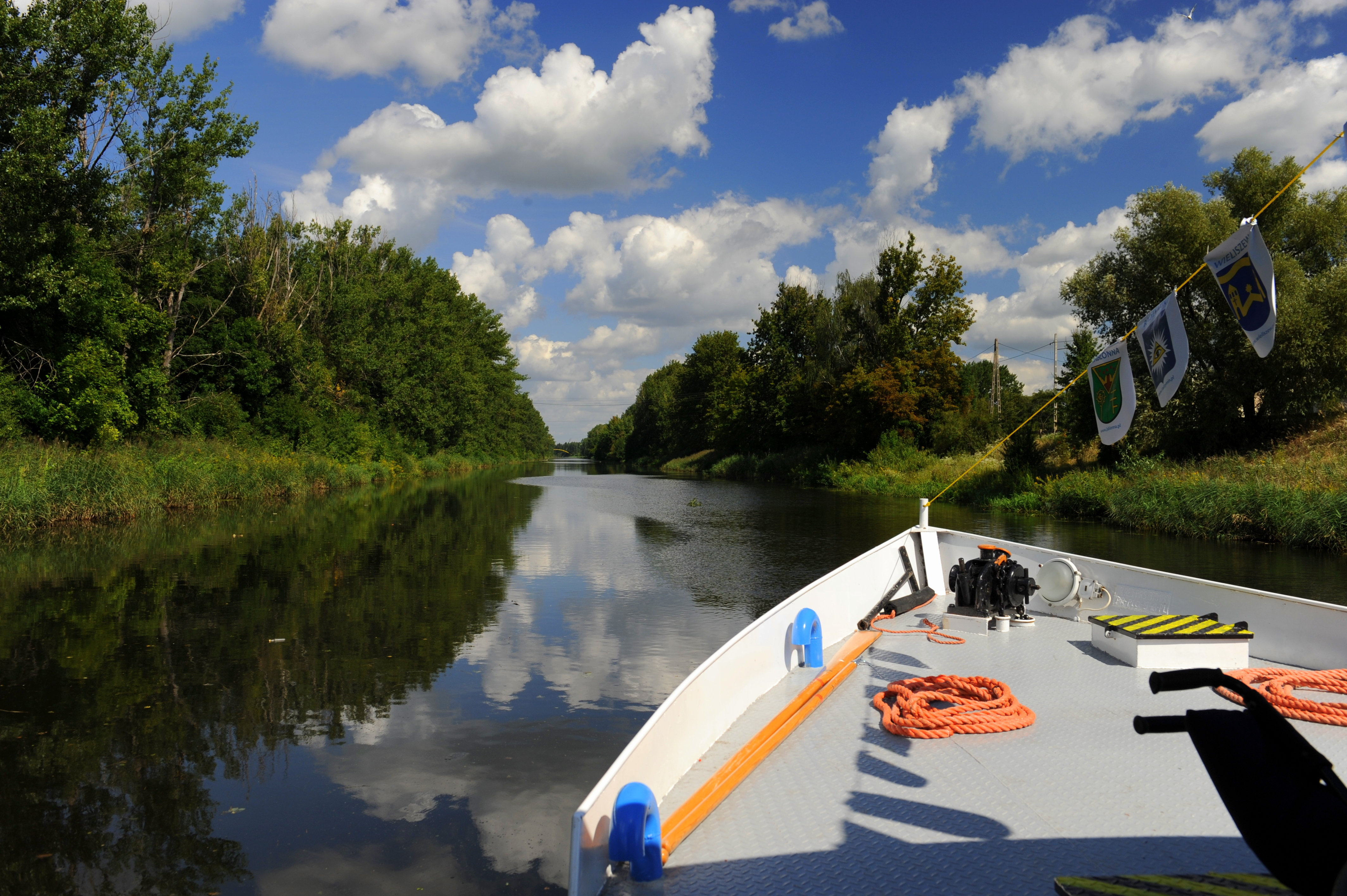
Der Kanal bei Kobiałka

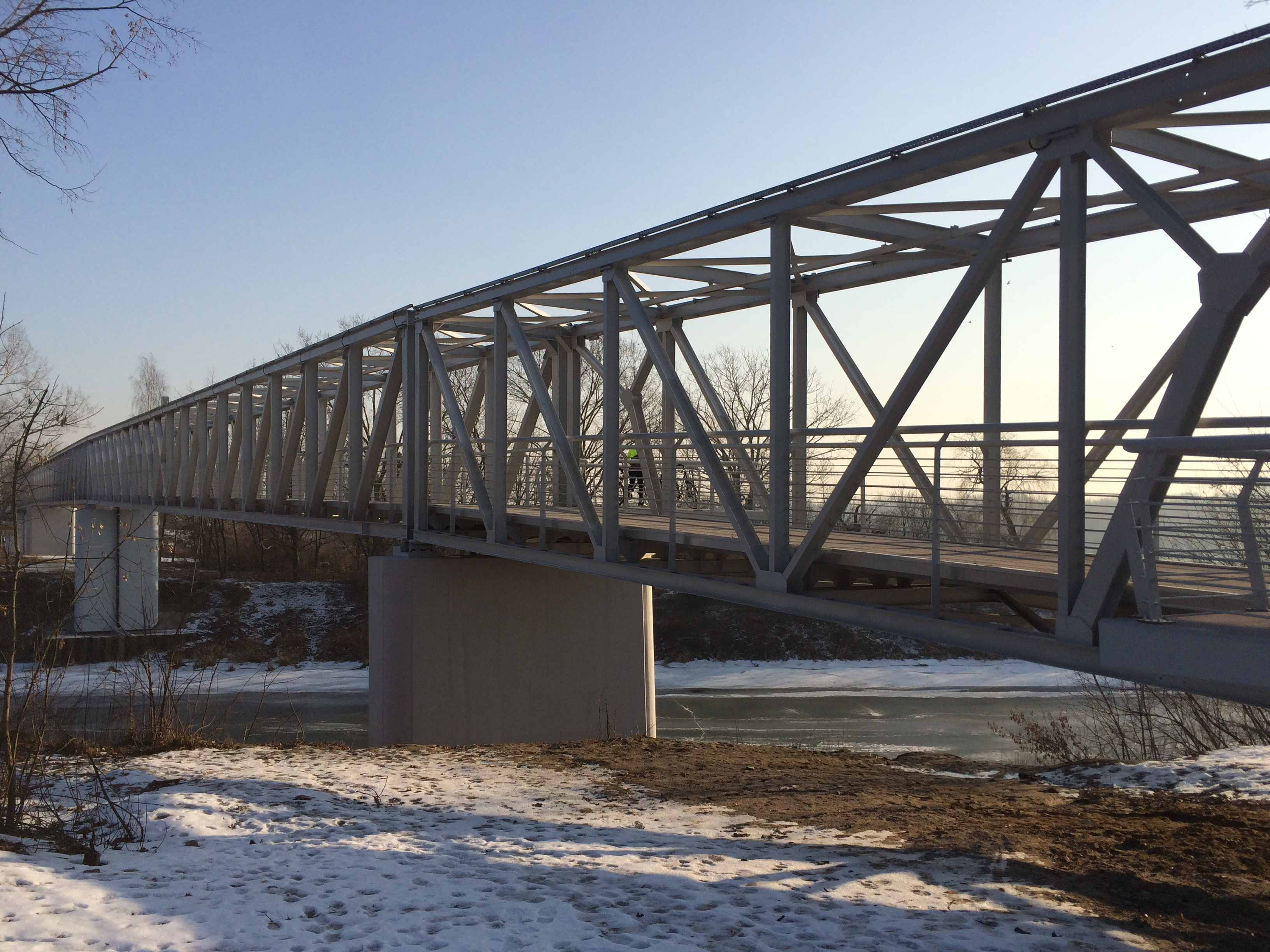
Der im Oktober 2016 eröffnete Żerańer Steg (kładka Żerańska) neben dem Kraftwerk führt einen Rad- und Fußgängerweg über den Kanal

Der Żerań-Kanal (auch: Weichsel-Bug-Kanal, poln. Kanał Żerański) ist ein künstlicher Wasserweg, der die Warschauer Weichsel mit dem Zegrze-Stausee und damit der Narew und dem Bug verbindet. Er beginnt am Warschauer Industriehafen Żerań und endet beim Stausee-Eintritt bei der Ortschaft Nieporęt.
Die Länge des Kanals beträgt 17,6 Kilometer, seine Breite durchschnittlich 25 Meter (max. 41 Meter) und seine Tiefe im Schnitt 2,5 Meter (max. 3 Meter). Er verfügt über eine Kammerschleuse (die nach ihrem Erbauer, dem Ingenieur Tadeusz Tillinger benannt wurde) in Żerań und über ein Wehr in Nieporęt. Der Kanal wird von einer Fußgänger-, acht Straßen- und vier Eisenbahnbrücken überquert. Er verläuft parallel zur Landesstraße 633.

## Geschichte
Im 17. Jahrhundert war der nördliche Teil des heutigen Kanals als sogenannter „Königlicher Kanal“ (poln. Kanał Królewski) im Auftrag von Sigismund III. Wasa gebaut worden. Er diente vor allem der Wasserstandsregulierung der Gegend und sollte damit Überschwemmungen im Jagdgebiet des Königs verhindern. Als Polens Zugang zur Ostsee im 19. Jahrhundert durch die preußische Zollpolitik bedroht wurde, entstand die Idee, den alten Kanal als Basis einer neuen Verbindung von der Weichsel über den Augustów-Kanal zur Memel und damit zur Ostsee und über den Dnepr-Bug-Kanal (ebenfalls als „Königlicher Kanal“ bezeichnet) zum Dnepr und damit zum Schwarzen Meer zu nutzen. Sie kam nur teilweise zur Ausführung.
Im Jahr 1910 wurde die Idee einer Verbindung von Weichsel und Bug erneut vom zaristischen Transportministerium aufgegriffen. Das Projekt sah 90 Kilometer Kanalstrecke von Warschau bis nach Brest vor. Genehmigt wurde schließlich ein 20 Kilometer langes Teilstück von Żerań (Białołęka) nach Zegrze, mit dem die Wasserstrecke von der Weichsel zum Bug von 61 auf 20 Kilometer verkürzt wurde. Ein wesentlicher Zweck auch dieses Kanals war allerdings die Drainage der Bródno-Nieporęt-Ebene. Erste Arbeiten am neuen Kanal begannen 1919, wurden aber kurz darauf infolge des Polnisch-Sowjetischen Krieges wieder eingestellt. Kleinere Ergänzungen fanden in den Jahren 1935 bis 1938 statt, nach deren Abschluss ein schmaler, 2,5 Kilometer langer Kanal von Żerań bis zu einem älteren Entwässerungskanal in Bródno entstanden war. Nach dem Krieg – im Jahr 1950 – wurde die Idee neu belebt und bereits 1951 wurden zeitgleich mit dem Bau des Hafens in Żerań auch der Bau der benötigten Schleuse und des Kanales begonnen. 1953 waren die Bauarbeiten abgeschlossen.

## Nutzung
Ursprünglich für die Nutzung durch Klasse-IV-Schiffe mit einer Transportkapazität von 1.350-Tonnen geplant, konnte der Kanal nach Fertigstellung wegen Mangels an finanziellen Mitteln nur für Kähne bis zu 300 Tonnen Kapazität freigegeben werden. Heute nutzen vor allem Sportboote den Kanal. An Wochenende kann man mit dem von der Städtischen Nahverkehrsverwaltung Warschaus (ZTM) mitfinanzierten Ausflugsschiff „Zefir“ vom Hafen in Żerań aus durch den Kanal bis zum Hafen in Serock fahren.
In Żerań befindet sich das zweitgrößte Kraftwerk Warschaus, welches das Kanalwasser zu Kühlungszwecken nutzt. Wegen entsprechender Einleitungen kommt es zu höheren Wassertemperaturen im Kanal als in der Umgebung. Der daraus resultierende Fischreichtum macht den Kanal zum attraktivsten Angelrevier Warschaus.